# Matt Frewer
Matthew George Frewer (Washington, D.C., 4 de janeiro de 1958) trabalha como ator de cinema, televisão e teatro desde 1983, e é provavelmente mais conhecido por sua atuação nos anos 80 como Max Headroom, bem como pelo personagem-título do filme The Lawnmower Man 2: Beyond Cyberspace.
Nascido em Washington, D.C., nos Estados Unidos e criado em Peterborough, Ontário, Canadá, ele cursou a famosa escola de teatro Bristol Old Vic Theatre School e concluiu os três anos de estudo em 1980. Atualmente possui dupla cidadania (americana / canadense).
Quando não está filmando, ele, sua esposa Amanda Hillwood, e sua filha dividem o tempo entre Malibu, na Califórnia e Gatineau Hills em Quebec.

## Filmografia
- Querida, Encolhi as Crianças
- The Taking Of Beverly Hills
- Milk Money
- Short Time
- National Lampoon's Senior Trip
- Lawnmower Man 2: Beyond Cyberspace
- Dawn of the Dead
- Monty Python e o Sentido da Vida
- Hercules (Disney) (voz)
- Six (Curta-metragem, paródia de A Profecia)
- White Coats
- Desperation
- The Stand
- Rampage: Capital Punishment
- Watchmen (filme)
- Pixels (2015)

## Televisão
- Anthony Bruhl na série Timeless (2016)
- Dr. Aldous Leekie na série Orphan Black (2013)
- Peste (Um dos 4 cavaleiros do Apocalipse) na série Supernatural (2010)
- Charlie(O Cavaleiro Branco) na minissérie Syfy Alice (2009)
- Ted Altman na série Intelligence (2007)
- Jim Taggart na série  Eureka (2006)
- Ralph Carver na adaptação televisiva da obra de Stephen King Desperation (2006)
- Dr. Chet Wakeman na minissérie de Steven Spielberg Taken (2002)
- Sherlock Holmes na produção da Hallmark The Royal Scandal, adaptação do conto Um Escândalo na Boêmia (2000)
- Voz de Panic na série animada Hercules (Disney) (1998)
- Matt Praeger em Psi Factor: Chronicles of the Paranormal (1997-1999)
- Gene Kranz em Apollo 11 (1996)
- Voz do personagem Leader nas séries de animação da UPN O Incrível Hulk e Homem de Ferro (1996)
- Russel Tresh no piloto da FOX Generation X (1996)
- Voz de Jackal na série Gargoyles (1994-1996)
- "Trashcan Man" na adaptação televisiva da obra de Stephen King The Stand (1994)
- Voz de Chaos na série de televisão Aladdin (1994)
- Voz da Pantera Cor-de-Rosa na remontagem da série de mesmo nome. (1993)
- Voz de Sid the Squid na série animada Batman: The Animated Series no episódio "O Homem Que Matou o Batman" (1993)
- Voz de Mac Duff na série Tiny Toon (1992)
- "Berlingoff Rasmussen" na série Star Trek: The Next Generation (1991)
- "Dr. Mike Stratford" na série de televisão Doctor Doctor (1989)
- Max Headroom e Edison Carter na série de ficção científica Max Headroom (1987)
- "Roger de Carnac" na série Robin Hood (1986)